# UCI Asia Tour de 2005
O UCI Asia Tour 2005 foi a primeira edição do calendário ciclístico internacional asiático. Contou com 13 carreiras e iniciou-se a 16 de janeiro de 2005 na Tailândia, com o Tour de Siam e finalizou a 19 de setembro do mesmo ano no Japão com o Tour de Hokkaido.
O ganhador a nível individual foi o cazaque Andrey Mizourov, por equipas triunfou o Giant Asia Racing do Taiwan, enquanto por países foi o Cazaquistão quem obteve mais pontos.

## Calendário
Contou com as seguintes provas por etapas.

### Janeiro 2005
| Data     | Carreira         | Cat. | Ganhador        | Equipa do ganhador |
| -------- | ---------------- | ---- | --------------- | ------------------ |
| 16 ao 21 | Tour de Siam     | 2.2  | Koji Fukushima  | Bridgestone Anchor |
| 28 ao 6  | Tour de Langkawi | 2.hc | Ryan Cox        | Barloworld-Valsir  |
| 29       | Doha G. P.       | 1.1  | Robert Hunter   | Phonak             |
| 31 ao 4  | Tour de Catar    | 2.1  | Lars Michaelsen | CSC                |

### Abril 2005
| Data    | Carreira    | Cat. | Ganhador       | Equipa do ganhador |
| ------- | ----------- | ---- | -------------- | ------------------ |
| 9 ao 13 | Kerman Tour | 2.2  | Hossein Askari | Giant Asia Racing  |

### Maio 2005
| Data     | Carreira           | Cat. | Ganhador       | Equipa do ganhador |
| -------- | ------------------ | ---- | -------------- | ------------------ |
| 7 ao 13  | Tour de Coreia     | 2.2  | David McCann   | Giant Asia Racing  |
| 15 ao 22 | Volta ao Japão     | 2.2  | Félix Cárdenas | Barloworld-Valsir  |
| 22 ao 1  | Tour do Azerbaijão | 2.2  | Ghader Mizbani | Giant Asia Racing  |

### Junho 2005
| Data    | Carreira              | Cat. | Ganhador    | Equipa do ganhador |
| ------- | --------------------- | ---- | ----------- | ------------------ |
| 27 ao 1 | Tour do Leste de Java | 2.2  | Ahad Kazemi | Giant Asia Racing  |

### Julho 2005
| Data     | Carreira              | Cat. | Ganhador        | Equipa do ganhador |
| -------- | --------------------- | ---- | --------------- | ------------------ |
| 16 ao 24 | Volta ao Lago Qinghai | 2.hc | Martin Mareš    | Ed' System ZVVZ    |
| 29 ao 31 | Tour da China         | 2.2  | Andrey Mizourov | Capec              |

### Setembro 2005
| Data     | Carreira          | Cat. | Ganhador       | Equipa do ganhador |
| -------- | ----------------- | ---- | -------------- | ------------------ |
| 11 ao 21 | Tour da Indonésia | 2.2  | Hossein Askari | Giant Asia Racing  |
| 14 ao 19 | Tour de Hokkaido  | 2.2  | Eddy Ratti     | Nippo              |

## Classificações

### Individual
| Posição | Ciclista        | Pontos |
| ------- | --------------- | ------ |
| 1       | Andrey Mizourov | 213    |
| 2       | Ryan Cox        | 190    |
| 3       | Martin Mares    | 174    |
| 4       | Hossein Askari  | 168,66 |
| 5       | David McCann    | 160,66 |
| 6       | Graeme Brown    | 156    |
| 7       | Mahdi Sohrabi   | 155,66 |
| 8       | Ghader Mizbani  | 150,66 |
| 9       | Ahad Kazemi     | 132,66 |
| 10      | Serguey Lagutin | 120    |

### Equipas
| Posição | Equipa                    | Pontos |
| ------- | ------------------------- | ------ |
| 1       | Giant Asia Racing         | 795,64 |
| 2       | Capec                     | 439    |
| 3       | Barloworld-Valsir         | 429    |
| 4       | Paykan                    | 314,64 |
| 5       | Ceramica Panaria-Navigare | 271    |

### Países
| Posição | País          | Pontos   |
| ------- | ------------- | -------- |
| 1       | Cazaquistão   | 1.005,28 |
| 2       | Irão          | 874,96   |
| 3       | Japão         | 744      |
| 4       | Uzbequistão   | 618      |
| 5       | Coreia do Sul | 143      |